# Páskovka žíhaná
Páskovka žíhaná, též papáskovka žíhaná (Caucasotachea vindobonensis) je druh středně velkého suchozemského plže z čeledi hlemýžďovití (Helicidae).

## Nomenklatura
Druh popsal jako Helix austriaca rakouský badatel Mühulfeld a druhové jméno odkazuje právě na jeho vlast. Později se dlouho setkáváme s zařazením do rodu Cepaea, kam se dnes řadí dva druhy plžů běžné i na našem území – páskovka keřová (Cepaea hortensis) a páskovka hajní (Cepaea nemoralis). Druhové jméno vindobonensis získal druh podle keltského sídliště Vindobona, které se nacházelo v místě dnešní Vídně.
Jelikož fylogenetické analýzy neprokázaly bližší příbuznost tohoto druhu se zbylými zástupci rodu Cepaea, řadíme dnes druh do rodu Caucasotachea (název odvozen od pohoří Kavkaz, které je centrem druhové diverzity rodu). Rody Cepaea a Caucasotachea tvoří v rámci čeledi Helicidae svébytné a blíže nepříbuzné linie.
Tyto aktualizace systému se záhy odrazily také v českém zoologickém názvosloví. Rod Caucasotachea před tím, než do něj byl převeden tento druh, nedisponoval žádným českým jménem, což není pro rody s cizokrajnými zástupci nic neobvyklého. Avšak poté, co do něj byl z rodu Cepaea přeřazen popisovaný druh, uchytilo se jméno páskovka logicky i pro tento rod (resp. dále se pro druh používalo). To by v některých případech nemusel být problém, česká rodová označení málokdy kopírují skutečné rody, často se užívá i jedno jméno pro celou čeleď (např. pestřenka pro všechny rody čeledi Syrphidae), avšak v tomto případě, by jméno páskovka nosili zástupci dvou náhodných rodů napříč vývojovým stromem čeledi hlemýžďovitých, což rozhodně není žádoucí (pokud bychom potencionálně označili plže s českým jménem páskovka jako taxon, jednalo by se o ukázkové polyfylum). Na základě uvedeného bylo českými malakology vytvořeno nové české jméno papáskovka, které přebírá řada odborných pojednání i příruček a je snahou odborníků uvést jej více do veřejného povědomí a také do výuky.[nenalezeno v uvedeném zdroji]

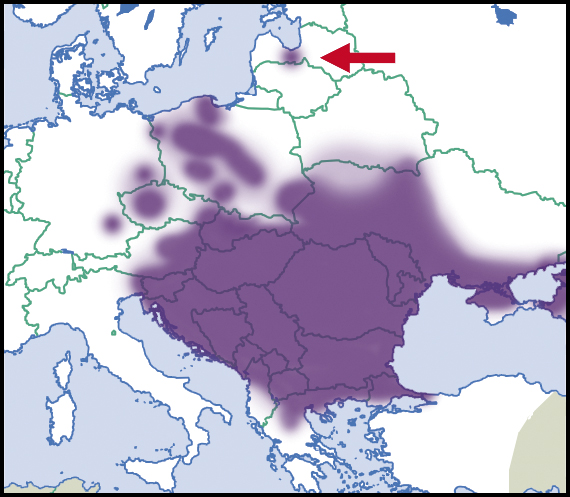
Přibližné rozšíření páskovky žíhané (Caucasotachea vindobonensis) v Evropě

## Popis
Ulita se velmi podobá páskovkám (Cepaea), k nimž byl druh také dříve zařazován. Morfologicky se od nich však liší silně rýhovanou ulitou se silnějšími stěnami. Na rozdíl od páskovek se u tohoto druhu nesetkáváme s barevnou variabilitou, což výrazně usnadňuje jeho determinaci. Na ulitě se na bílém až šedožlutém podkladu táhne pět tmavě hnědých pásků.

## Rozšíření
Výskyt páskovky žíhané je mapovaný od lesostepních oblastí Ruska přes Kavkaz až do jižního Polska, Rumunska a na Balkán. Objevuje se i na území České republiky, odkud se údolím Labe rozšířila do Německa.
U nás obývá stepní stráně, xerotermní skály, křoviny a lesostepní stanoviště. Navíc sekundárně osídlila antropogenní náspy, lomy a vinice V tepleších oblastech státu je velmi častá, zejména na jihu a západě Moravy jde o velmi hojný druh.

## Galerie

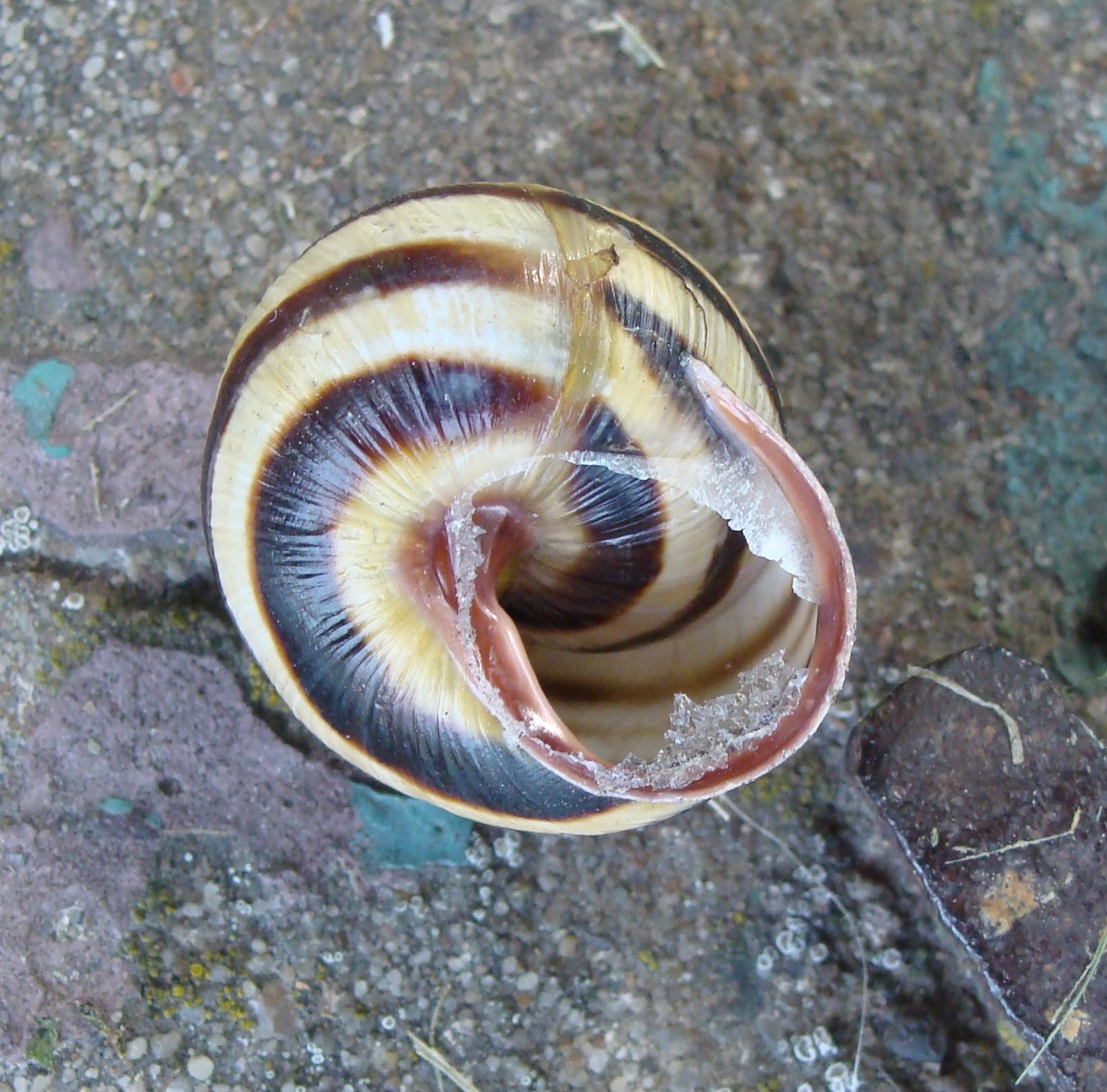
Ulita páskovky žíhané
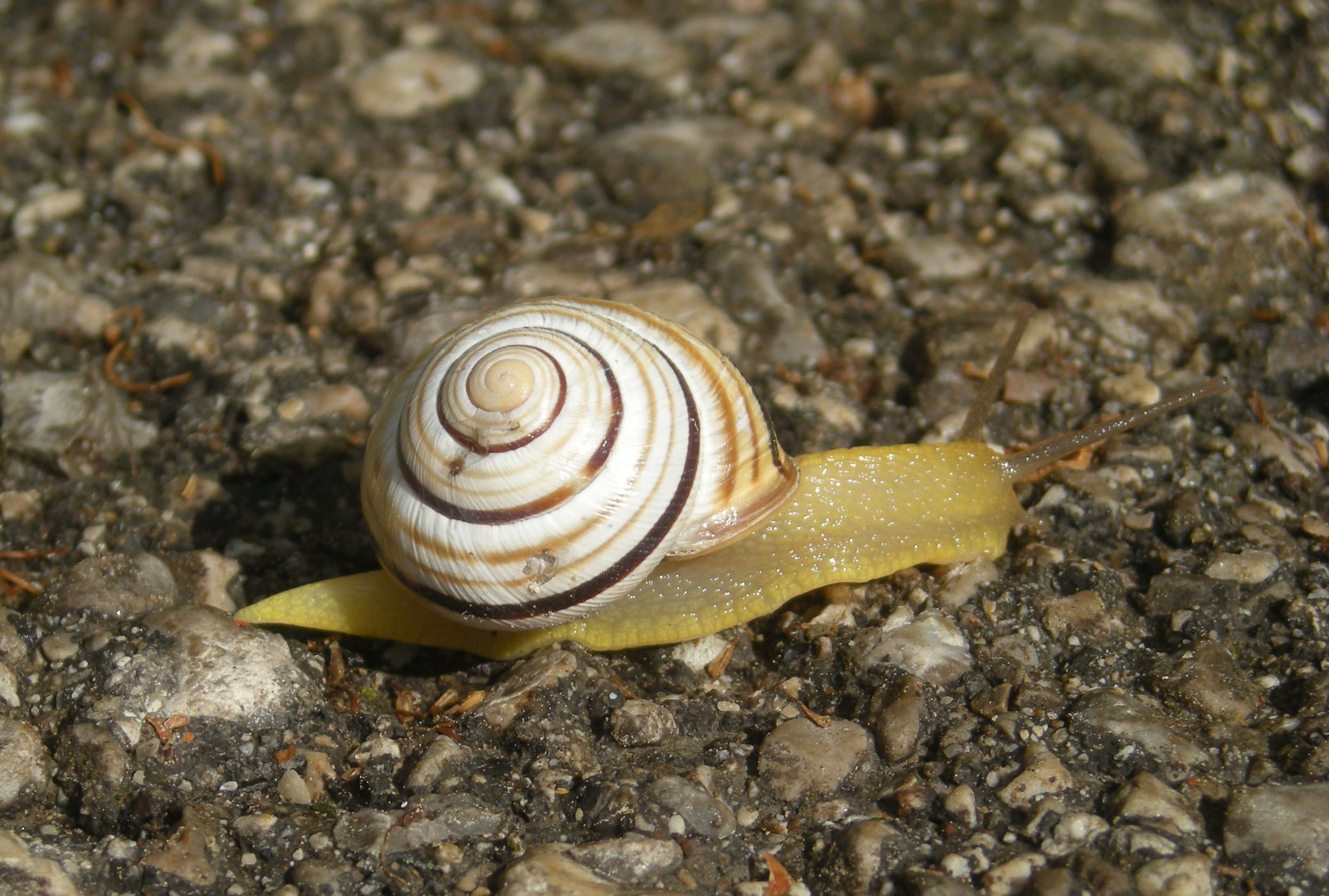
páskovka žíhaná vyfocená poblíž Mödlingu